# Stephan II. (Champagne)
Stephan II. (franz.: Étienne; † zwischen 1045 und 1048) war ein Graf von Meaux und Troyes. Er war der zweite Sohn des Grafen Odo II. von Blois (als Odo I., Graf von Meaux-Troyes) und dessen Ehefrau Ermengarde von Auvergne.

## Leben
Stephan ist erstmals 1032 in einer Urkunde der Abtei von Épernay bezeugt. Nach dem Tod seines Vaters 1037 erbte er dessen neu gewonnene Territorien um Meaux und Troyes die den Kern der Region Champagne bilden. Sein älterer Bruder Theobald erhielt die Stammlande der Familie an der Loire um Blois-Chartres.
Stephan und sein Bruder waren sowohl mit König Heinrich I. als auch mit dem Kaiser Heinrich III. verfeindet. Er verlor die Grenzburg Donchery (Département Ardennes) an den Herzog Gotzelo I. von Lothringen, der diese Burg von König Heinrich als Lehen erhielt. Stephan unterstützte mit seinem Bruder 1041 die Revolte des Prinzen Odo gegen den König, verlor aber die Schlacht bei Nouy 1044 gegen den Grafen Gottfried Martel von Anjou.
Stephan starb zwischen den Jahren 1045 und 1048 und hinterließ einen unmündigen Sohn aus seiner Ehe mit einer Frau namens Adele:
- Odo II. († nach 1118), bis 1063 Graf von Meaux und Troyes

Die Vormundschaft für Stephans Sohn übernahm sein Bruder Theobald, der jedoch Odo bis 1063 aus der Champagne verdrängte. Odo schloss sich danach Wilhelm dem Eroberer an, wurde dessen Schwager und bekam um 1070 die Grafschaft Aumale.
| Vorgänger                  | Amt                                         | Nachfolger |
| -------------------------- | ------------------------------------------- | ---------- |
| Odo I. (Odo II. von Blois) | Graf von Meaux Graf von Troyes 1037–1045/48 | Odo II.    |

| Personendaten    | Personendaten                        |
| ---------------- | ------------------------------------ |
| NAME             | Stephan II.                          |
| ALTERNATIVNAMEN  | Étienne II.                          |
| KURZBESCHREIBUNG | Graf von Meaux und Troyes            |
| GEBURTSDATUM     | 10. Jahrhundert oder 11. Jahrhundert |
| STERBEDATUM      | vor 1048                             |